# Крещёный Елтан
Крещёный Елтан — опустевшая деревня в Чистопольском районе Татарстана. Входит в состав Чувашско-Елтанского сельского поселения.

## География
Находится в центральной части Татарстана на расстоянии приблизительно 29 км по прямой на юг от районного центра города Чистополь у речки Малый Черемшан.

## История
Известна была с 1710-11 годов. Упоминалась также как Починок по речке Наратле Илге. В начале XX века работала школа Братства святителя Гурия.

## Население
Постоянных жителей было: в 1782 году — 64 души муж. пола; в 1859 — 296, в 1897 — 517, в 1908 — 617, в 1920 — 678, в 1938 — 397, в 1949 — 350, в 1958 — 325, в 1970 — 249, в 1979 — 177, в 1989 — 58, в 2002 — 11 (татары 64 %, кряшены 27 %, вероятно все были кряшены), 0 в 2010.